# Lakshima Mendis
Lakshima Mendis (singhalesisch ලක්ෂිමා මෙන්ඩිස්, * 17. August 2002) ist eine sri-lankische Sprinterin, die sich auf den 400-Meter-Lauf spezialisiert hat.

## Sportliche Laufbahn
Erste Erfahrungen bei internationalen Meisterschaften sammelte Lakshima Mendis im Jahr 2021, als sie bei den U20-Weltmeisterschaften in Nairobi mit der sri-lankischen Mixed-Staffel über 4-mal 400 Meter in 3:26,39 min den siebten Platz belegte. 2023 gewann sie bei den Asienmeisterschaften in Bangkok mit neuem Landesrekord von 3:33,27 min gemeinsam mit Nadeesha Ramanayake, Harshani Fernando und Tharushi Karunarathna die Silbermedaille in der 4-mal-400-Meter-Staffel hinter dem vietnamesischen Team. Im Oktober gewann sie bei den Asienspielen in Hangzhou mit der Staffel in 3:30,88 min gemeinsam mit Nadeesha Ramanayake, Jayeshi Uththara und Tharushi Karunarathna die Bronzemedaille hinter den Teams aus Bahrain und Indien. 2025 belegte sie mit der Staffel bei den Hallenweltmeisterschaften in Nanjing in 3:40,62 min den fünften Platz. Ende Mai gewann sie dann bei den Asienmeisterschaften in Gumi in 3:36,67 min und 3:21,95 min jeweils die Bronzemedaille mit der Frauenstaffel und der Mixed-Staffel über 4-mal 400 Meter. Anschließend schied sie bei den World University Games in Bochum mit 54,26 s im Halbfinale über 400 Meter aus.
2023 wurde Mendis sri-lankische Meisterin in der 4-mal-400-Meter-Staffel.

## Persönliche Bestzeiten
- 200 Meter: 24,22 s (+0,4 m/s), 9. März 2025 in Diyagama
- 400 Meter: 52,97 s, 2. August 2025 in Diyagama